# Asticta ichinosawana
Asticta ichinosawana är en fjärilsart som beskrevs av Matsumura 1925. Asticta ichinosawana ingår i släktet Asticta och familjen nattflyn. Inga underarter finns listade i Catalogue of Life.